# 三菱重工East硬式野球部
三菱重工East硬式野球部（みつびしじゅうこうイーストこうしきやきゅうぶ）は、神奈川県横浜市に本拠地を置き、日本野球連盟に加盟する社会人野球の企業チームである。
運営母体は、三菱重工業株式会社。

## 概要
1957年、『三菱日本重工業硬式野球部』として創部。本拠地は川崎市、産業別対抗戦では造船部門に登録。1961年ベーブルース杯優勝。1964年、3社の合併により、三菱重工野球部は横浜造船所と東京・川崎自動車製作所に分割。横浜製作所を本拠地とする『三菱重工横浜硬式野球部』として活動。1965年秋、会社の業績不振により休部。1968年、クラブチームとして練習再開。1969年に正式復活。
1988年に都市対抗野球に、1993年に日本選手権にそれぞれ初出場した。
2001年のシーズン途中、三菱重工業本社のスポーツ支援体制見直しに伴いクラブチーム化し、チーム名を『三菱重工横浜硬式野球クラブ』に改称した。2004年・2005年の都市対抗野球神奈川2次予選では新日本石油ENEOSに競り勝ち、本戦出場を2年連続で阻む。2006年に廃部の危機を乗り越え、2007年にはチームとして14年ぶり2度目、クラブ化してからは初となる日本選手権出場。
2008年7月、企業チームとして再登録、チーム名も『三菱重工横浜硬式野球部』に戻した。2009年、都市対抗野球の神奈川2次予選では、第1代表決定戦で日産自動車に引き分け再試合を経て勝利し、13年ぶりの本戦出場を決めた。
2014年2月1日に三菱重工業と日立製作所の火力発電システム事業統合により新たに三菱日立パワーシステムズ（現・三菱パワー）が設立され、横浜硬式野球部を移管。『三菱日立パワーシステムズ横浜硬式野球部』に改称した。2016年11月、同年シーズンをもって三菱重工長崎硬式野球部と統合することを発表。2017年から、『三菱日立パワーシステムズ硬式野球部』に改称した。
2020年3月。三菱重工は、2021年から広島、神戸・高砂、名古屋、横浜の4チームを2チームに再編し、グローバル・グループ本社広報部に「企業スポーツ推進センター」を設け、スポーツ全体の運営をおこなうことを発表した。
運営母体の社名変更に伴い、2020年9月1日にチーム名を『三菱パワー硬式野球部』に改称した。
2021年、三菱パワーの選手を主体に三菱重工名古屋・三菱重工広島の一部選手を編入し、『三菱重工East硬式野球部』に改称した。
2024年、第95回都市対抗野球大会にて都市対抗初優勝を果たした。

## 沿革
- 1957年 - 『三菱日本重工業硬式野球部』として創部。
- 1964年 - 3社合併・野球部を2チームに分割。社名変更に伴い『三菱重工横浜』に改称。
- 1988年 - 都市対抗野球に初出場（8強）。
- 1993年 - 日本選手権に初出場（1回戦敗退）。
- 2001年 - シーズン途中にクラブチームへと登録種別を変更、チーム名を『三菱重工横浜硬式野球クラブ』に改称。
- 2008年 - シーズン途中に登録種別を企業チームに変更、チーム名を再び『三菱重工横浜』に改称。
- 2014年 - 母体の変更に伴い、チーム名を『三菱日立パワーシステムズ横浜』に改称。
- 2017年 - 三菱重工長崎を統合し、チーム名を『三菱日立パワーシステムズ』に改称。
- 2020年 - 母体の社名変更に伴い、チーム名を『三菱パワー』に改称[6]。
- 2021年 - 三菱重工業の野球部再編に伴い、チーム名を『三菱重工East』に改称。
- 2024年 - 第95回都市対抗野球大会で優勝。

## 練習場
- 三菱金沢グランド
  - 神奈川県横浜市金沢区福浦3-1

## 主要大会の出場歴・最高成績
- 都市対抗野球大会：出場14回、優勝1回(2024年)、4強2回（2010年、2017年）、小野賞2回（1988年、2024年）
- 社会人野球日本選手権大会：出場11回、準優勝1回（2021年）、4強1回（2009年）
- JABAベーブルース杯争奪大会：優勝1回（1961年）
- JABA東北大会：優勝1回（2009年）
- JABA九州大会：優勝1回（2018年）
- JABA日立市長杯選抜野球大会：優勝1回（1991年）
- JABA北海道大会：優勝1回（2021年）
- JABA長野県知事旗争奪野球大会：優勝1回（2023年）

## 主な出身プロ野球選手
- 岩下正明（外野手） - 1979年ドラフト4位でヤクルトスワローズに入団
- 飯塚富司（外野手） - 1983年ドラフト3位で阪急ブレーブスに入団
- 早川和夫（外野手） - 1984年ドラフト3位で日本ハムファイターズに入団
- 中野佐資（外野手） - 1985年ドラフト2位で阪神タイガースに入団
- 佐藤秀樹（投手） - 1992年ドラフト1位で中日ドラゴンズに入団
- 石井貴（投手） - 1993年ドラフト1位で西武ライオンズに入団
- 鶴岡慎也（捕手） - 2002年ドラフト8位で日本ハムファイターズに入団
- 石井裕也（投手） - 2004年ドラフト6位で中日ドラゴンズに入団
- 岩﨑哲也（投手） - 2006年大学生・社会人ドラフト5位で西武ライオンズに入団
- 野村亮介（投手） - 2014年ドラフト1位で中日ドラゴンズに入団
- 福地元春（投手） - 2014年ドラフト4位で横浜DeNAベイスターズに入団
- 奥村政稔（投手） - 2018年ドラフト7位で福岡ソフトバンクホークスに入団
- 浜屋将太（投手） - 2019年ドラフト2位で埼玉西武ライオンズに入団
- 伊藤優輔（投手） - 2020年ドラフト4位で読売ジャイアンツに入団
- 津田啓史（内野手） -2023年ドラフト2位で中日ドラゴンズに入団

## 元プロ野球選手の競技者登録
- 加治前竜一（元読売ジャイアンツ） - 外野手（2017年 - 2020年[注釈 1]）
- 堤裕貴（元オリックス・バファローズ） - 内野手（2021年[注釈 2]）
- 山下航汰（元読売ジャイアンツ） - 外野手、内野手（2022年 - 2023年）
- 武田健吾（元オリックス・バファローズ、中日ドラゴンズ） - 外野手（2022年 - ）

## かつて在籍していた選手
- 大谷徹（外野手） - 選手として在籍。大谷翔平の父親。現在は少年野球指導者。
- ジョシュ・コラレス（投手） - 選手として在籍。退団後、BCリーグの富山GRNサンダーバーズを経て、2017年シーズン途中に東北楽天ゴールデンイーグルスに入団。
- 上野翔太郎（投手） - 選手として在籍。2015年にU-18高校日本代表に選出。